# Sardana Avksentieva
Sardana Vladimirovna Avksentieva (ryska: Сардана Владимировна Авксентьева), född den 2 juli 1970 i Tjuraptja, i Jakutiska ASSR, RSFSR, Sovjetunionen, är en rysk politiker och statstjänsteman.
Den 17 september 2018 valdes hon till borgmästare i Jakutsk, den första kvinnan att inneha positionen.

## Biografi
1993 avlade Avksentieva examen vid Jakutsk statliga universitet som historielärare. Fem år senare, 1998, avslutade hon en utbildning i "Statlig och kommunal styrning" vid Fjärran österns akademi för statliga tjänster.
Avksentievas politiska karriär började i Jakutsks lokala Komsomol-avdelning. 1996 började hon arbeta som chefsspecialist vid Republiken Sachas turist-, ungdoms- och sportdepartement. År 2000 blev Avksentieva politisk sekreterare till Duma-ledamoten Vitalij Basygysov. Mellan 2007 och 2012 var hon biträdande borgmästare och administrativ chef för Jakutsk (med Jurij Zaboljev som borgmästare).

### Borgmästare i Jakutsk
Efter 2018 års allmänna val valdes hon som första kvinna till Jakutsk borgmästare efter en nominering från "Partiet för Rysslands pånyttfödelse". Hon vann valet med 39,98% av rösterna, mot Enade Rysslands kandidat som fick 31,70 % av rösterna. Valet av Avksentieva (i likhet med Sergej Furgal i Chabarovsk) kan ses som en del av de protester mot Putins federala regering som svepte över Ryssland 2018, i samband med ett förslag till en impopulär pensionsreform. Under tiden som borgmästare sänkte Avksentieva avgifterna i kollektivtrafiken, reducerade antalet anställda i stadsförvaltningen och drog in förmåner för stadens tjänstemän, förändringar som var populära hos hennes väljare.
Den 11 januari 2021 meddelade Avksentieva att hon på grund av sitt hälsotillstånd avsäger sig rollen som borgmästare i Jakutsk. Vissa bedömare menar att hon visserligen kan ha haft problem med sin hälsa, men att hennes avgång framför allt beror på att den federala regeringen har utövat påtryckningar mot henne. Hon har bland annat kritiserat den "folkliga omröstningen" 2020 som ändrade konstitutionen för att ge Putin fler mandatperioder, och som gör det möjligt för staten att avskeda direktvalda borgmästare. Den senare taktiken har använts för att avskeda oppositionella borgmästare i t.ex. Jekaterinburg.